# Slokstallen
Slokstallen är ett berg i Antarktis. Det ligger i Östantarktis. Norge gör anspråk på området. Toppen på Slokstallen är 2 563 meter över havet, eller 74 meter över den omgivande terrängen. Bredden vid basen är 2,0 km.
Terrängen runt Slokstallen är huvudsakligen kuperad, men åt nordväst är den bergig. Trakten är obefolkad. Det finns inga samhällen i närheten. 